# Dorycera hybrida
Dorycera hybrida är en tvåvingeart som beskrevs av Friedrich Hermann Loew 1862. Dorycera hybrida ingår i släktet Dorycera och familjen fläckflugor. Inga underarter finns listade i Catalogue of Life.